# Katarina Taikon

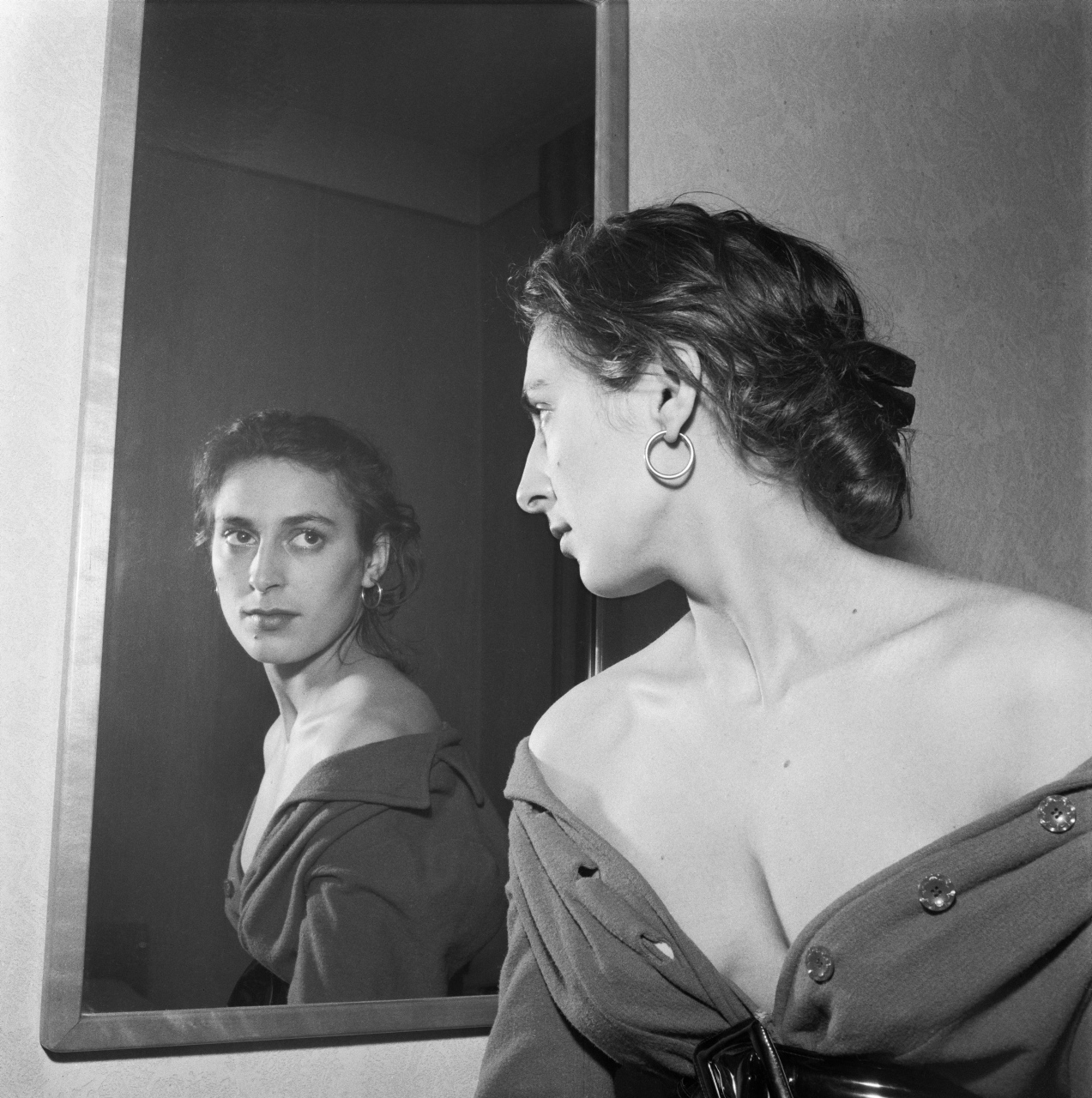
Katarina Taikon, 1953

Katarina Taikon-Langhammer (* 29. Juli 1932 in Örebro-Almby als Katharina Maria; † 30. Dezember 1995 in Ytterhogdal, Gemeinde Härjedalen) war eine schwedische Autorin, politische Aktivistin und Schauspielerin aus dem Volk der Roma.

## Leben
Katarina Taikon ist vor allem in Skandinavien bekannt durch ihre autobiographisch geprägten Kinderbücher mit dem Roma-Mädchen Katitzi als Hauptfigur, mit denen sie in die schwedischen Schulen ging, um eine Veränderung des Umgangs der schwedischen Gesellschaft mit den Roma zu erreichen. Ihre insgesamt 13 Katitzi-Bücher wurden in viele Sprachen übersetzt: es gibt sie auf Norwegisch, Dänisch, Französisch, Deutsch, Ungarisch und Tschechisch. 2008 erschien erstmals die Übersetzung eines ihrer Katizi-Bücher auf Romanes, 2019 die erste englische Übersetzung des ersten Bandes. Ab 1979 wurde eine schwedische Fernsehserie nach den ersten sechs Bänden mit Katitzi als Hauptperson produziert.
Taikon war nach dem Erscheinen ihres ersten Buches „Zigenerska“ 1963 in den 1960er und 1970er Jahren aktiv in der Debatte über die Rechte der schwedischen Roma. Wie die meisten Roma ihrer Generation hatte sie nur kurz eine Schule besucht und erst mit 26 Jahren Lesen und Schreiben im ersten Kurs für erwachsene Roma-Analphabeten gelernt, als sie schon in zweiter Ehe verheiratet war und zwei Töchter hatte. Mit 15 Jahren spielte sie die Hauptrolle in dem zehnminütigen Kurzfilm "Uppbrott" von Arne Sucksdorff. Während dieser Zeit erreichte sie die Scheidung durch das oberste Gericht der schwedischen Roma (kris) von ihrem ersten, 19-jährigen Mann, der sie betrogen, geschlagen und vergewaltigt hatte.
Sie war eine Schwester der am 1. Juni 2017 gestorbenen Schauspielerin und Silberschmiedin Rosa Taikon, mit der sie eine intensive Beziehung verband. Beide Schwestern forderten in der Menschenrechtsdiskussion der 1960er und 1970er Jahre zusammen mit politischen Sympathisanten Wohnungen, Ausbildung und Arbeit für die Roma und ein Bleiberecht für Gruppen von Roma, die aus Europa nach Schweden flohen. Als Olof Palme Letzteres ablehnte, beschloss Katarina Taikon, durch das Schreiben über ihre Kindheit eine Mentalitätsänderung herbeizuführen.
1981 zerbrach ihre Ehe mit dem Fotografen Björn Langhammer. Katarina Taikon starb 1995 nach 14 Jahren im Koma an den Folgen eines Hirnschadens, den sie durch einen Unfall erlitten hatte.
Die erste Biografie über Katarina Taikon wurde von der freiberuflichen Journalistin Lawen Mohtadi geschrieben. Lawen Mohtadi und Tamasz Gellert produzierten gemeinsam den Dokumentarfilm Taikon, der im Oktober 2015 in Stockholm Premiere hatte und seit 2016 auch als DVD erhältlich ist.
Taikon wohnte abwechselnd in Henriksdalsberget und Nacka.

## Werke

### Katitzi-Reihe
Mit Illustrationen von Björn Hedlund:
- Katitzi. Tyresö: Zigenaren. 1969
- Katitzi och Swing. Stockholm: Gidlund. 1970
- Katitzi i ormgropen. Stockholm: Gidlund. 1971
- Katitzi rymmer. Stockholm: Gidlund. 1971
- Katitzi, Rosa och Paul. Stockholm: Zigenaren. 1972
- Katitzi i Stockholm. Stockholm: Zigenaren/Grafisk konsult. 1973
- Katitzi och Lump-Nicke. Stockholm: Tai-Lang. 1974
- Katitzi i skolan. Stockholm: Tai-Lang. 1975
- Katitzi Z-1234. Nacka: Tai-Lang. 1976
- Katitzi barnbruden. Nacka: Tai-Lang. 1977
- Katitzi på flykt. Nacka: Tai-Lang. 1978
- Katitzi i Gamla sta'n. Nacka: Tai-Lang. 1979
- Uppbrott. Nacka: Tai-Lang. 1980

Ab 2015 erschien eine Neuausgabe im schwedischen Verlag Natur & Kultur mit Illustrationen von Joanna Hellgren. Die ersten drei Bände wurden auch als Hörbuch veröffentlicht.
Nicht Teil der Buchreihe, mit Fotografien von Björn Langhammer:
- Hur blev det sen då, Katitzi? Stockholm: Rabén & Sjögren. 1977

Bilderbücher mit Illustrationen von Lisbeth Holmberg-Thor:
- Katitzi, det brinner. Stockholm: Bonniers juniorförl. 1981
- Katitzi kommer hem. Stockholm: Bonniers juniorförl. 1981

Von 1975 bis 1976 erschienen insgesamt acht Ausgaben eines Comic-Magazins „Katitzi“ mit Comics von Björn Hedlund. 1979 erschienen die gesammelten Comics in drei Alben:
- Barnhemsflickan
- Zigenarflickan
- Hjältinnan

1979 bis 1980 wurde die sechsteilige Serie „Katitzi“ im Schwedischen Fernsehen (SVT) erstmals ausgestrahlt. Sie basiert auf den ersten beiden Büchern.
- 1: Barnhemmet
- 2: Lägret
- 3: Uppbrott
- 4: På egen hand
- 5: Thomas
- 6: Bröllopet

1980 erschien zudem eine Hörspielfassung (Buch: Katarina Taikon und Björn Langhammer) als LP, später auch auf CD.

### In deutscher Übersetzung
Es gibt zwei deutsche Übersetzungen.
Übersetzung von Gerda Neumann im Hermann Schaffstein Verlag Dortmund; Illustrationen von Hanns und Maria Mannhart:
- Bd. 1: Katitzi. 1974
- Bd. 2: Katitzi – Tochter des Windes. [Entspricht den schwedischen Büchern: Katitzi och Schwing / Katitzi rymmer / Katitzi ormgropen] 1974

Bestimmte Textpassagen sind gekürzt, die Einleitungen der Folgebände aus der schwedischen Vorlage fehlen.
Ab 1996 unter dem Reihentitel „Das Leben eines Zigeunermädchens in Schweden“ in einer Übersetzung von Lisbeth Jokisch im Druck- und Verlagshaus Mainz, Aachen, ohne Illustrationen:
- Bd. 1: Katitzi
- Bd. 2: Katitzi und Swing
- Bd. 3: Katitzi in der Schlangengrube
- Bd. 4: Katitzi flieht
- Bd. 5: Katitzi – Rosa und Paul
- Bd. 6: Katitzi in Stockholm
- Bd. 7: Katitzi und Lump-Nicke
- Bd. 8: Katitzi in der Schule
- Bd. 9: Z-1234
- Bd. 10: Katitzi – Die Kinderehe
- Bd. 11: Auf der Flucht
- Bd. 12: In der Altstadt
- Bd. 13: Aufbruch

Die Übersetzung enthält laut Angaben Ute Wolters Fehler und Auslassungen.

### Andere Werke
- Zigenerska. Wahlström & Widstrand, Stockholm 1963
  - Neuausgabe mit einem Vorwort von Karolina Ramqvist. Natur & Kultur, Stockholm 2016, ISBN 978-91-27-14730-0
- Zigenare är vi. Tiden, Stockholm 1967
- Dikter. 1968
- Niki. 1970
- Förlåt att vi stör! (zusammen mit Thomas Hammarbarg) Om zigenska flyktingar, PAN/Norstedts, Stockholm 1970
- Raja, zigenerskan. Bonnier, Stockholm 1979

### Über Katarina Taikon
- Biographie von Lawen Mohtadi: "Den dag jag blir fri - En bok om Katarina Taikon", Natur&Kultur, Stockholm 2012, ISBN 978-91-27-13279-5
  - Englische Übersetzung: Lawen Mohtadi: The day I am free & Katarina Taikon: Katitzi. Introduction by Maria Lind. Sternberg Press 2019, ISBN 978-3-95679-363-9
- Dokumentarfilm "Taikon" in der Regie von Lawen Mohtadi und Tamasz Gellert. TriArt AB 2016
- Ute Wolters: Katarina Taikon: Katitzi : eine schwedische Kinderbuchserie und ihre Rezeption in Schweden und Deutschland. In: Petra Josting, Caroline Roeder, Frank Reuter und Ute Wolters (Hrsg.): "Denn sie rauben sehr geschwind jedes böse Gassenkind": 'Zigeuner"-Bilder in Kinder- und Jugendmedien. Wallsteinverlag 2017, S. 326–346.

## Katarina Taikon als Schauspielerin
- 1948 – Uppbrott
- 1949 – Singoalla
- 1950 – Motorkavaljerer
- 1951 – Tull-Bom
- 1953 – Marianne
- 1953 – Åsa-Nisse på semester
- 1956 – Sceningång